# Pyxis planicauda
Pyxis planicauda là một loài rùa trong họ Testudinidae. Loài này được Grandidier mô tả khoa học đầu tiên năm 1867.

## Hình ảnh

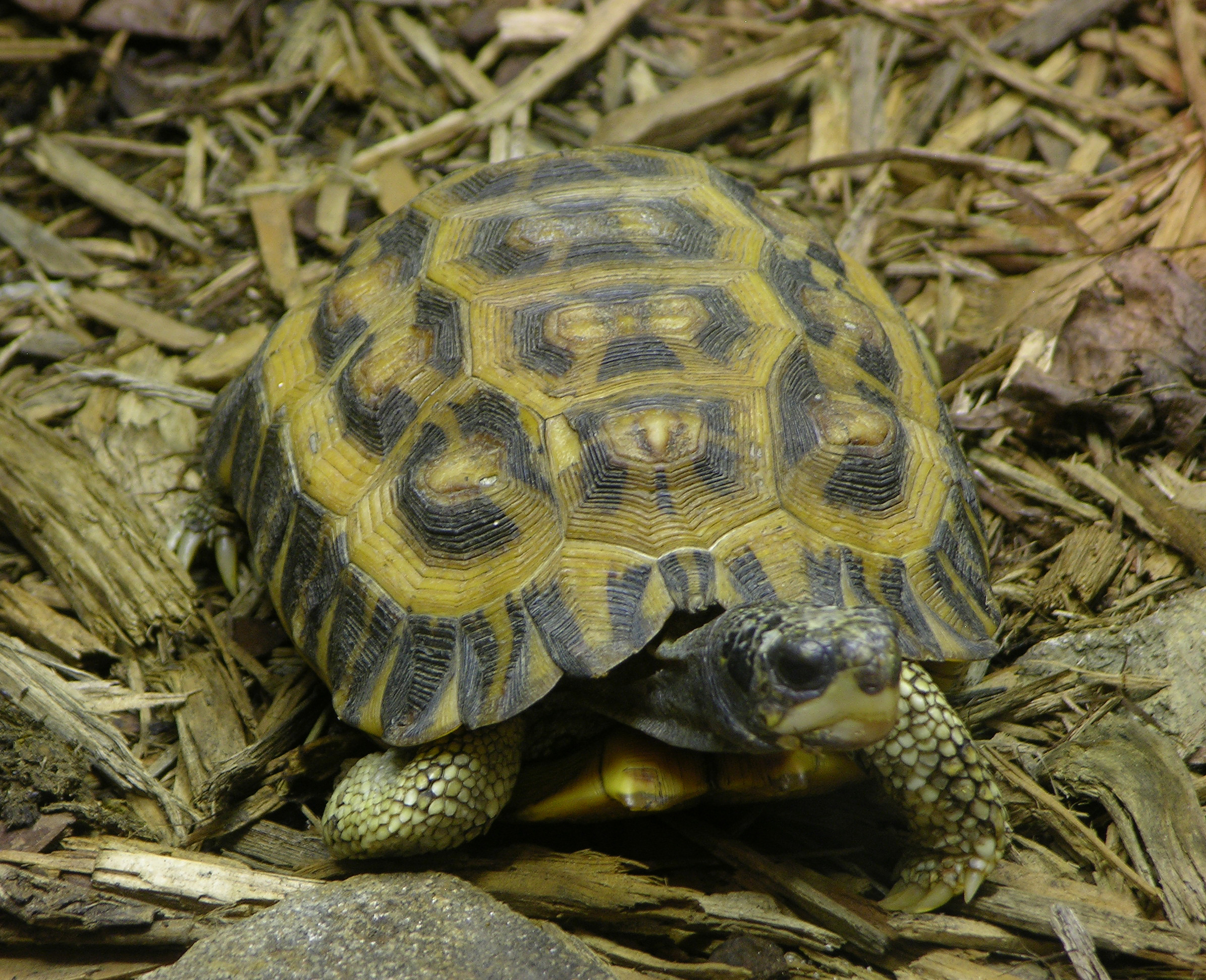
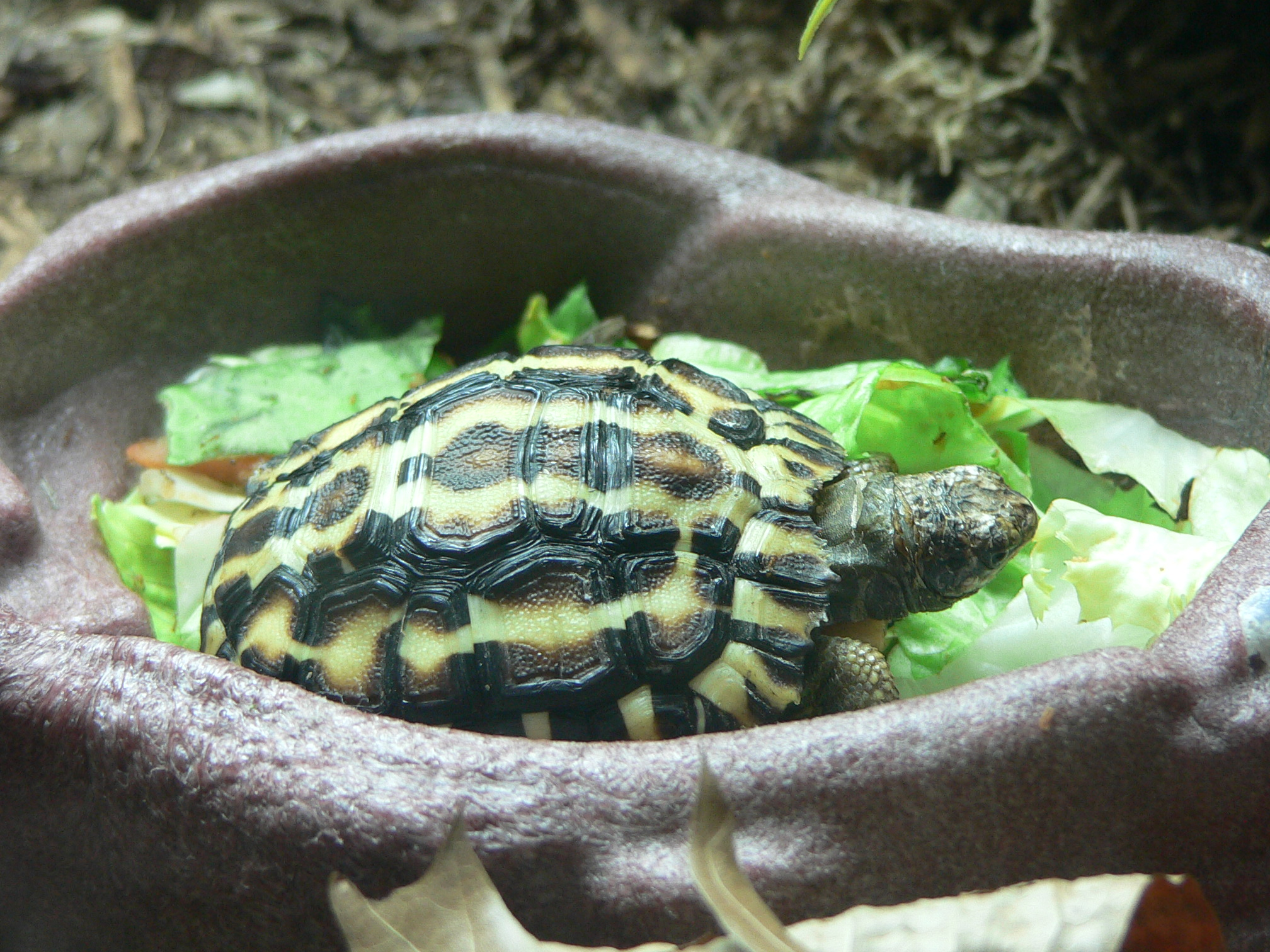
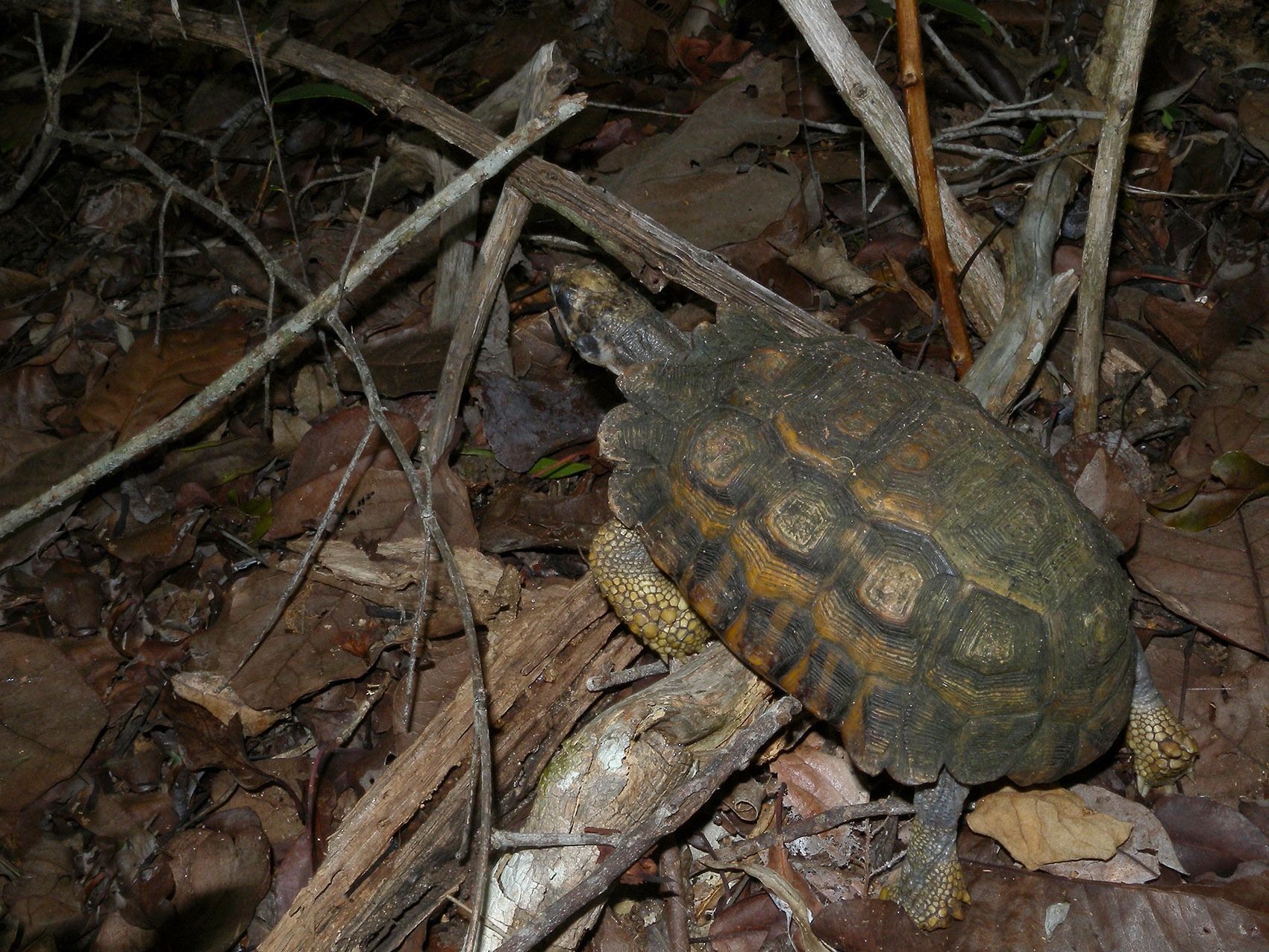
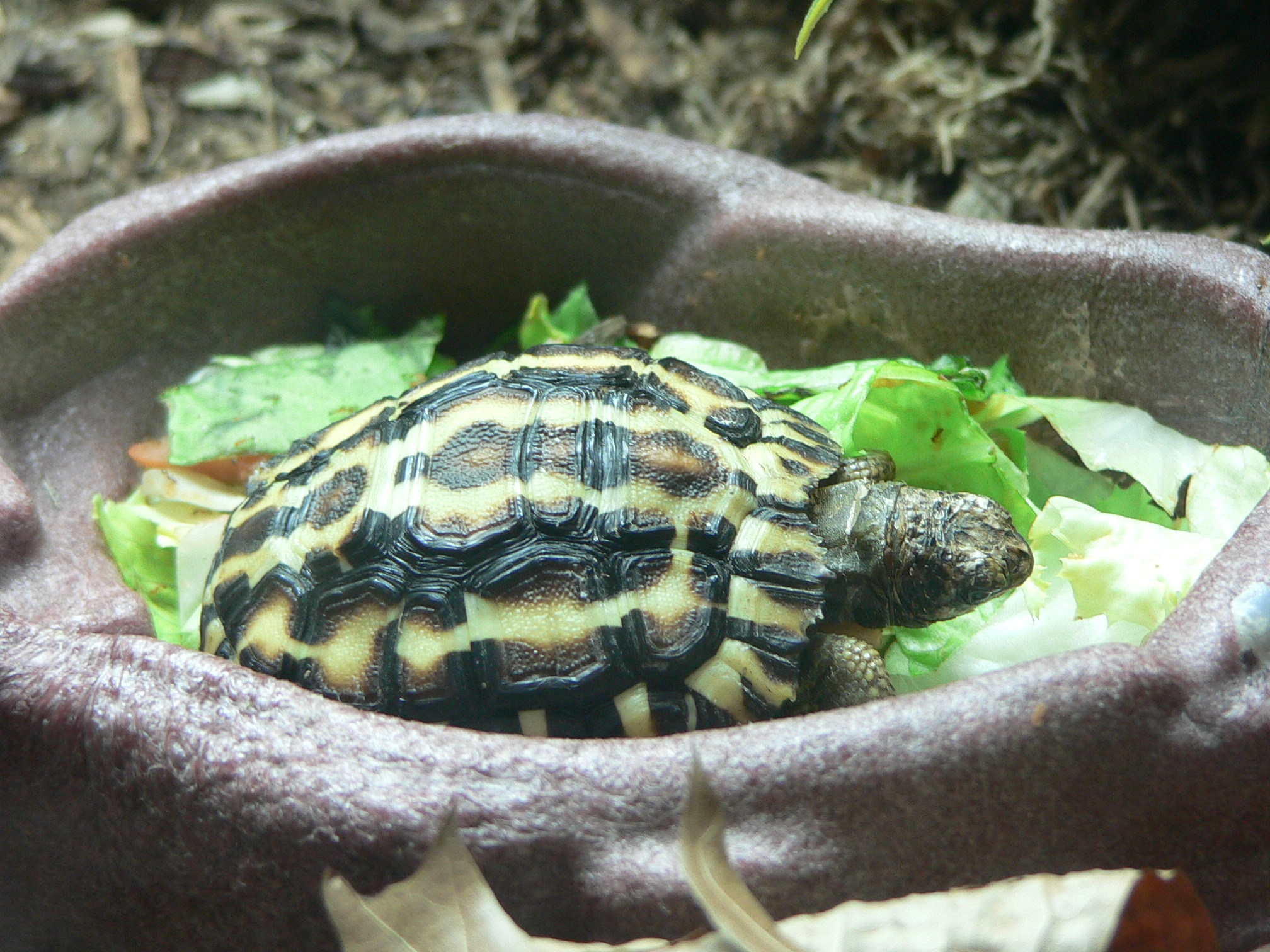